# المعركة الحديدية بي بليد
ميتال فايت بي بليد (باليابانية: メタルファイト ベイブレード) هو سلسلة مانغا يابانية من تأليف أداتشي تاكافومي.

## الإصدار
هو عبارة عن إصدار جديد من بي بليد الذي صدر عام 2008.

## القصة
الشخصية الرئيسية هي ولد شعره أحمر واسمه (ginga) وينطق غنغا ومعناها مجرة باليابانية.
تتميز هذه البلابل الجديدة بان الجزء الذي يلتحم بالبلبل الآخر عند القتال مصنوع من المعادن!
واسمه باللغة العربية يمان، واسم بلبله الحصان المجنح، ويذهب إلى مدينة حيث يلتقي بصديق اسمه ربيع ويلعب بالبلبل قوس اللهب، ويساعده حينما تحيط به عصابة جامعي النقاط بقيادة كمال، إلا أن يمان يقوم بإنقاذه، ومن ثم يخوض معركة ضد عصابة جامعي النقاط، فيهزمهم، وبعدها يتحداه قائدهم كمال الذي يملك الليث الضاري(اسم بلبه)ويواجهه يمان في مواجهة قوية وبعد ذلك يفوز يمان

## الدبلجة العربية
- جهينة خربوطلي الموسم 1 و2 رغدة الخطيب الموسم 3و4- يمان
- مجد ظاظا - ربيع
- عادل أبو حسون - عفيف
- إياس أبو غزالة - كمال
- فاتن عيدو - لبنى
- رأفت بازو - عقاب - المعلق
- يحيى الكفري - عتوقة - بارق
- منصور السلطي - حسام
- سمر كوكش - كارل -سهام (الصوت الثاني)
- محمود الحسين - عزام
- لينا ضوا - لبنى (الصوت الثاني)

## روابط خارجية
- المعركة الحديدية بي بليد على موقع ANN manga (الإنجليزية)